# Bhulath
Bhulath é uma cidade e uma nagar panchayat no distrito de Kapurthala, no estado indiano de Punjab.

## Demografia
Segundo o censo de 2001, Bhulath tinha uma população de 10,079 habitantes. Os indivíduos do sexo masculino constituem 53% da população e os do sexo feminino 47%. Bhulath tem uma taxa de literacia de 70%, superior à média nacional de 59.5%; a literacia no sexo masculino é de 75% e no sexo feminino é de 65%. 11% da população está abaixo dos 6 anos de idade.